# I'm Alive!
I'm Alive!（アイム・アライブ）は、2000年4月8日よりbayfmで毎週土曜日の20:00〜22:00に放送されていたラジオ番組。DJは小島嵩弘。構成作家の玉(ぎょく)も小島と共に放送に参加している。

## タイムテーブル
- 記載されているのは、おおよその時間である。
  - また各コーナーについては後述するため、簡潔に説明する。

- 20:00 オープニング
- 20:05 「ダメ！ソコカンジルトコ」テーマ発表
  - 小島と玉によるメッセージテーマについてのトーク。
- 20:21 「（毎回タイトルが異なる）」
- 20:33 「ダメ！ソコカンジルトコ」メール紹介1
  - 募集テーマ宛のメールを紹介。
- 20:45 パワープレイ
- 20:49 「ダメ！ソコカンジルトコ」メール紹介2
- 20:57 パワープレイ
- 21:00 「紙切り師匠　小島亭タカ助のこれなーに！？」1
  - 小島がお題の紙切りを行う。
- 21:13 「ダメ！ソコカンジルトコ」メール紹介3
- 21:28「紙切り師匠　小島亭タカ助のこれなーに！？」2
  - クイズ宛のメールを紹介。
- 21:38 「わたしタイムライン」
- 21:45 パワープレイ
- 21:47 「小島のあれこれとかそれこれ」
- 21:54 エンディング
  - クイズの正解を発表。
- 21:57 番組終了

## 現在のコーナー
- ダメ！ソコカンジルトコ（2011年10月8日 - ）
  - 番組メインのメール企画。
  - 毎週異なるテーマで「○○アダルト」というタイトルと共にリスナーからメッセージを募集する。
  - ちなみに企画名は「吉田照美 ソコダイジナトコ」のパロディーである。
- 「○○」（20:22頃 / ? - ）
  - 毎回タイトル名が変わるコーナー。
  - コーナー冒頭で毎回「今夜もまたここタイトル変更」と言ってからタイトルが発表される。[注釈 1]
  - ここでの小島のトークーのほとんどはタイトルと無関係で、事実上単なるフリートーク。
- 紙切り師匠　小島亭タカ助のこれなーに！？（21時台 / 2015年4月4日 - ）
  - 「カクテルバーコジマスターのへべれけカクテリンコ！」の後継クイズ企画。
  - 小島が紙切り芸人「小島亭タカ助」として、番組AD平山の発表するお題をA4のコピー用紙を使って伝統芸能の紙切りを行う。番組ブログ等にアップされる切った紙の写真をもとに、リスナーが紙切りのお題を当てる。
  - クイズの正解者には、小島が命名する「弟子の名前」[注釈 2]が与えられる。
- わたしタイムライン（21:38頃 / ? - ）
  - 小島によるコント企画。
  - スマホ大好きの女の子が主人公という設定。
  - 多くに時事ネタが組み込まれる。
- 小島のあれこれとかそれこれ（21:47頃 / ? - ）
  - 小島がライブ等のイベント情報や自身の楽曲制作に関してコメントする。
  - 最後に小島自身の曲を流す。過去にはスタジオにギターを持ち込み、生歌を披露することもあった。

## 過去のコーナー
- イニシャルK (2008年4月 - ?)
  - リスナーが電話で登場し、小島が運転する車の助手席に乗ってドライブをするというもの。運転中にオバマ(おばあちゃん)がカーナビからリスナーにエッチな質問をしながらドライブが続く。
  - 出場者にはバンパーステッカーが贈られた。
- めちゃムケ（2009年 - ?）
- どM戦隊 ヤラレンジャー！（20時台 / 2010年10月 - 12月）
- ビューティークリクリニック・コジマ（21:00頃 / 2010年10月 - ?）
  - リスナーと電話を繋ぎリスナーの疲れを癒すというもの。二つあるマッサージのメニュー名は時事ネタの絡んだものだった。
  - 開始当初は女性限定だったが、2011年6月頃から男性もちらほら登場した。
- 略してガッテン（20時台 / 2011年4月 - 6月）
- これってアイドル？（20:40頃 / 2011年7月 - ?）
- 47歳、○○（21:30頃 / 2011年 - ?）
  - ○○には毎回異なる言葉が入る。小島が1週間に感じた切なかったことなどを語り、「ああ盛り下がってスッキリ」といって締める。
- なめまつける・きゃりー千葉ナメぱみゅぱみゅ（21時台 / 2011年 - 2012年2月25日）
  - なでしこジャパンならぬ、なめしこジャパンの小島嵩舐めが、リスナーから寄せられた千葉の愛しい所へ実際に足を運び、現地にあるもの（駅の時刻表など）を舐めるという企画。現地に舐められるものがない場合は名産品などを買って本番中に舐める。このような場合は生ナメと呼ぶ。
  - ちなみに20時台に予告を流す際、ネタバレしてしまう部分には「ナメナメ」という効果音が入る。しかし効果音が多すぎる時は、小島ですらどこを舐めたかを思い出せないことがあった。
  - 開始当初は「千葉ナメ」というコーナー名だったが後に変更される。
  - 2011年10月22日の放送で、成田市のゆるキャラであるうなりくんのステッカーを舐めたことがきっかけで、11月12日の放送ではスタジオゲストとしてうなりくんが登場し、小島は尾翼部分を舐めた。
  - また11月19日には、「いい旅ナメ気分 2011・秋」と題されたスペシャル番組が放送された。
  - 2012年1月14日からコーナー名がきゃりーぱみゅぱみゅをもじった現在のものに変更になった。
  - ちなみに2月18日の放送では、取材の録音は放送するものの舐めた物がない。
  - 同じく2月25日、全29回をもってコーナー終了。理由は「（頼まれた物を舐めるという）夢が叶わなかったから」。
- I'm Alive!キャンプイン 春の体力テスト(仮)（21時台 / 2012年3月3日 - 3月17日）
  - 番組ディレクター太田が痛風を患った[注釈 3]ことがきっかけとなり、太田に健康的に痩せてもらうために体力テストを募集して実際にスタジオで測定する企画。
  - 測定結果をリスナーに予想させ、Ustreamを利用して測定中の模様を閲覧してもらおうという連動企画でもある。
  - しかし測定内容はオリジナリティーあふれたものでなければならず、かつ我慢比べになってはならない。（例えば唇にザリガニを何秒咥えられるかなど。）
  - 全3回のうち「上体起こしの回数」「CDを走って取ってくるまでの時間[注釈 4]」「反復横とび」を測定した。
- ラジオアクションドラマ・帰ってきたパンツ仮面（21:30頃 / 2012年4月7日 - 5月5日）
  - このコーナーは2006年にあったものだが、アクアラインマラソンを半年後に控え復活した。
  - 物語の舞台は湾岸幕張署で、中堅刑事の雪山ひげおとベテラン刑事の嵩弘に加え、エクストラとして江戸川大学の女子学生がドラマのお色気シーンに参加する。
  - フィクションのなかにリアル（小島の個人的なことなど）を織り込んだ作りになっている。
  - 次回のシリーズは同年秋に放送予定となっていた。
- これはちょっとラジオでは、なかなかかからないんじゃないか？リクエスト（2012年6月2日 - 8月25日）
  - 前述のかけてMとは違い、ここでは他の番組ではなかなかかからない曲をジャンルにとらわれず採用していくコーナーである。採用されたリスナーには、もれなくステッカーが贈られる。
- これはちょっとラジオでは、なかなかあげない物プレゼント（2012年8月11日 - 18日）
  - 番組からプレゼントを贈るコーナーなのだが番組では商品の内容を明言しない為、リスナーはUstreamの映像で商品を確認する必要がある。
  - ちなみに第一回目は応募総数が4通だった。
- シラベッターラ・スゴカッターナ（21:10頃 / 2010年4月3日 - 2014年3月29日）
  - 江戸川大学のマスコミ業界志望の学生が、世の中の様々なハテナに迫り、大学生が感じた全てをリポートする。コーナー名の意味は、調べてみたら凄かったな。
  - 江戸大ニュースはコーナー開始当時はなかった。
  - 年に一度流山おおたかの森ショッピングセンター3階の「STUDIO K・WEST」で当コーナーの公開録音が行われる。
- 小島嵩弘・セクシーリポート（20:25頃 / 2011年10月8日 - ?）
  - 小島が今週感じたセクシーなポイントについて、気ままに話すフリートークコーナー。
- 目指せ！グルメリポーター！千葉ナメ・デラックス（21:00頃 / 2012年9月1日 - ?）
  - 小島をグルメリポーターにするべく、生放送中に実際に食品を食べてグルメリポートをするという企画。
  - 最終的にはリスナーにレポートの点数と感想を発表する。
- 冠しゃぶろう・何でもビフォーアフター（21:30頃 / 2012年5月12日 - ?）
  - テレビ番組『大改造!!劇的ビフォーアフター』のパロディーコーナー。小島扮する「冠しゃぶろう[注釈 5]」が、松谷卓の「TAKUMI/匠」をBGMに、暮らしの中から安らぎとトキメキを見つめ訛り口調で語る。ナレーションは玉。
  - 冠の語りが終わると、海援隊の「母に捧げるバラード」の替え歌を歌い、一言まとめの挨拶をして終わる。[注釈 6]
  - 5月26日から冠しゃぶろうは「冠しゃぶろう ロボコップ」に変身し、時折「ギーガシャン、ギーガシャン」と言いながら話すスタイルになった。
- 敏小島のハッピー＆ブルー人生相談（2011年9月24日 - 2014年6月21日）
  - リスナーから寄せられた人生相談を小島が解決していく。主に青春の悩みや夫婦のいざこざ、老後の心配に嫁姑問題、仕事上のストレスなどの悩みに二時間を通して答えていく。
  - 大体毎月最後の放送でメッセージテーマとして行われる。
  - 2012年の5月26日の放送は月末だったが、作家の玉がすっかり忘れていたため通常通りの（テーマを設けてメールを募集する）放送となった。
  - 時々コーナー名を敏ではなく、嵩小島と言ってしまうことがあった。
- かけてM（随時）
  - リスナーからのリクエストを募集する。
- 懐かしバンドソングリクエスト（? / ? - 2014年3月29日）
  - リスナーが好きな曲をリクエストし、それをオンエアーするコーナー。
- クイズ なんなんだこれは!?（21時台 / 2014年1月 - 2014年9月6日）
  - 番組AD平山の発表するタイトルにあわせて、小島がカラー粘土でお題を造形。番組ブログ等にアップされた写真をもとに、何を形作ったのかをリスナーが当てるクイズ企画。
  - 1文字も間違えずにタイトルを当てたリスナーには、現金[注釈 7]が贈られる。
  - この頃のメッセージテーマのプレゼントは、テーマに即して小島が作成した粘土作品だった。
  - このコーナーで、小島は玩具メーカーのアガツマが開催する「ねんどコンテスト」に出品した。
  - 2014年3月19日の放送では、粘土と年度末を掛けてスペシャル回とし、スタジオにリスナーを呼び一緒に粘土で作成した。
- 目指せ540円！小島タカマンガの落書きでゴーゴー！！（21時台 / 2014年9月13日 - 2014年12月27日）
  - 「クイズ なんなんだこれは!?」の後継クイズ企画。
  - 番組AD平山の発表するお題を小島が落書き。番組ブログ等にアップされた落書きの写真をもとにリスナーが、落書きのお題を当てる。
  - 1文字も間違えずにタイトルを当てたリスナーには、前企画の1/100の現金540円、ニアピン賞にはステッカーが贈られる。
- すべてがSになる！（2014年11月15日）
  - 小島がSの付く場所を散歩するお出かけ企画。
- カクテルバーコジマスターのへべれけカクテリンコ！（21時台 / 2015年1月3日 - 2015年3月28日）
  - 「目指せ540円！小島タカマンガの落書きでゴーゴー！！」の後継クイズ企画。
  - 小島がバーテンダー「コジマスター」として、2つの食品を混ぜてカクテルを作る。番組ブログ等にアップされるそのカクテルの写真をもとに、混ぜたものをリスナーが当てる。
  - クイズの正解者には、小島が命名する「マスターの称号」[注釈 8]が与えられる。

その他多数。

## エピソード
- 2007年10月6日の放送では「風をきって」が新録されることになり、コーラスをしてくれるリスナーを募集した。この「風をきって」は、アルバム「ONE」に収録される。
- 2008年末から小島扮する麻生太郎ばりのダミ声の、北千住岩男(きたせんじゅいわお)がDJになる夢を叶える企画があった。その中でリスナーにプレゼントするはずの一万円を、「マカオのカジノで増やして帰ってくる」と宣言。番組経費で実際にマカオへ行き、岩男はマカオタワーからバンジージャンプをさせられることとなる。
  - そしてカジノをするのだが、増えるどころか9000円も浪費してしまい、結局リスナーへ1000円がプレゼントされた。この模様は番組内で放送された。
- 2012年5月19日の放送では、午後9時から小島の48歳の誕生日の四日前だったのもあり、小島は帽子にハッピーバースデーと書かれたメガネを装着した状態で、誕生日を迎える心境を語った。そしてトンカツに刺された48と書かれたロウソクの火を吹き消した。
- 8月4日の放送は同局で春原佑紀がDJを務める音楽番組「Touch! The DREAM」に小島がアーティストとして生出演した関係で、移動がI'm Alive!のオープニングに間に合わない事態が発生。[注釈 9]小島が登場したのは番組開始10分後だった。また春原も数分であるがゲスト出演し、「もう二度と（私の番組に）出ないでください(笑)」などと語った。なお、当番組終了後の2018年1月23日放送のbayfm It!（こちらも春原がDJ）のエンディングで、その次の番組のThe BAY☆LINEにて小島が代理を担当するため、クロストークにて、約7年ぶりに小島と春原の共演（スタジオが違うが）になった。さらに、2023年4月8日放送のKEIYOGINKO POWER COUNTDOWN REALでは雨宮朋絵の代理（実際は麻生夏子の産休の代理を担当していた為、代理の代理となる）として小島と春原が同じスタジオで同じ番組を担当している。
- 2016年2月13日は小島がインフルエンザで欠席のため、中村愛が代理。

## ノベルティー
- 番組内で紹介された全てのメールには、I LOVE ステッカーが贈られていたが、ADの平山が「発送が多すぎる」と愚痴をこぼしたため、2011年12月10日の放送からたまに贈ることになった。ちなみに電話で登場したリスナーなどには、小島の思いつきで複数枚贈られることがある。